# Championnats d'Afrique de tir 1987
Navigation
Tunis 1984 Bloemfontein 1993
Les Championnats d'Afrique de tir 1987 sont la 2e édition des championnats d'Afrique de tir. Ils ont lieu en 1987 au Caire, en Égypte. 
Seules des épreuves masculines sont disputées.

## Médaillés
Les médaillés sont les sportifs suivants  :
| Épreuves                                | Or                          | Argent                     | Bronze                    |
| --------------------------------------- | --------------------------- | -------------------------- | ------------------------- |
| Carabine à 10 m air comprimé            | Kamal Eldin Shemais (EGY)   | Magdi Gamal (EGY)          | Zakaria Khater (EGY)      |
| Carabine à 50 m 3 positions             | Kamal Eldin Shemais (EGY)   | Maged Mohamad Nabih (EGY)  | Ahmed Rashed (EGY)        |
| Carabine à 50 m couché                  | Robert Cloete (ZIM)         | Suresh Gohil (KEN)         | Satiender Sehmi (KEN)EN)  |
| Carabine standard 300 m                 | Kamal Eldin Shemais (EGY)   | Maged Mohamad Nabih (EGY)  | Mustapha Montasser (EGY)  |
| Pistolet à 10 m air comprimé            | Tarek Zaki (EGY)            | Abdallah Zaki (EGY)        | Essam Zayed (EGY)         |
| Pistolet à feu rapide 25 m              | Sherif Sabry (EGY)          | Ian Redmond (ZIM)          | Emad El Gendy (EGY)       |
| Pistolet à feu central à 25 m           | Seoud El Mashhady (EGY)     | Tarek Zaki (EGY)           | Emad El Gendy (EGY)       |
| Pistolet standard 25 m                  | Refaat Kayed (EGY)          | Emad El Gendy (EGY)        | Essam Zayed (EGY)         |
| Pistolet à 50 m                         | Mohamed Haytham (EGY)       | Thierno Ciré Ball (SEN)    | Seoud El Mashhady (EGY)   |
| Carabine libre à 50 m 40 coups debout   | Ahmed Rashed (EGY)          | Dennis Hardman (ZIM)       | Maged Mohamad Nabih (EGY) |
| Carabine libre à 50 m 40 coups à genoux | Kamal Eldin Shemais (EGY)   | Ahmed Rashed (EGY)         | Robert Cloete (ZIM)       |
| Skeet                                   | Mohamed Khorched (EGY)      | Mostafa Hesham Yehia (EGY) | Yousri Sherine (EGY)      |
| Trap                                    | Robert Clive Connolly (ZIM) | Abu El Maaty (EGY)         | Mohsen Adel (EGY)         |